# 미라항
미라항은 전라남도 완도군 소안면 미라리에 있는 어항이다. 1972년 3월 7일부터 지방어항으로 지정하여 관리하고 있다. 시설관리자는 완도군수이다.

## 개요
해안을 등지고 마을이 형성되어 있고, 미라리 앞바다는 대부분 전복양식장이다.

## 어항 시설
- 방파제(2) 231m, 선착장(2) 70m, 물양장(1) 50m